# Saint-Sernin-sur-Rance
Saint-Sernin-sur-Rance település Franciaországban, Aveyron megyében. Lakosainak száma 586 fő (2022. január 1.). Saint-Sernin-sur-Rance Balaguier-sur-Rance, Combret, Coupiac, Laval-Roquecezière, Martrin, Pousthomy és La Serre községekkel határos.

## Népesség
A település népessége az elmúlt években az alábbi módon változott:
| Lakosok száma | 693  | 604  | 563  | 652  | 637  | 636  | 622  | 611  | 607  | 586  |
|               | 1968 | 1982 | 1990 | 2006 | 2013 | 2015 | 2017 | 2019 | 2020 | 2022 |